# کنوت فریدل
کنوت فریدل (انگلیسی: Knut Fridell؛ ۸ سپتامبر ۱۹۰۸ – ۳ فوریه ۱۹۹۲) کشتی‌گیر آزاد اهل سوئد بود.
وی در مسابقات کشوری و بین‌المللی در مجموع برندهٔ ۲ مدال طلا شده‌است.